# Réserve naturelle marine Torre Guaceto
La réserve naturelle marine Torre Guaceto (en italien : Riserva naturale marina Torre Guaceto) est un aire marine protégée créée dans les Pouilles en 1991. Elle est située sur la côte adriatique du haut Salento, à quelques kilomètres des centres de Carovigno et de San Vito dei Normanni et à 17 km au nord de Brindisi, dans la province de Brindisi,.
Elle est classée comme aire spécialement protégée d'importance méditerranéenne (ASPIM) .

## Territoire
La réserve naturelle marine de Torre Guaceto s'étend sur environ 2 200 ha jusqu'à la ligne bathymétrique de 50 m, couvrant une bande côtière de 8 km entre Punta Penna Grossa et les rochers Apani.
L’aire marine protégée est divisée en trois zones avec différents degrés de protection :
- ZONE A, réserve intégrale, dans laquelle la navigation, l'accès, le débarquement et le stationnement des navires et bateaux de toute nature et type sont interdits, à l'exception de ceux dûment autorisés par l'organisme gestionnaire pour des raisons de service ainsi que pour toute recherche scientifique activités et visites guidées, préalablement autorisées par le même organisme gestionnaire. Dans la réserve naturelle protégée de Torre Guaceto, il existe deux zones A où, par conséquent, toute activité anthropique susceptible de causer des dommages ou des perturbations au milieu marin est interdite car cette zone représente la « zone centrale » de l'aire marine protégée.
- ZONE B, réserve générale, où sont autorisées une série d'activités permettant la jouissance et l'utilisation durable de l'environnement, souvent réglementées et autorisées par l'organisme gestionnaire, en plus des activités prévues pour la zone A. Dans la zone B, la baignade est autorisée de l'aube au crépuscule.
- ZONE C, réserve partielle, représente la zone tampon entre les zones de plus grande valeur naturaliste et les secteurs extérieurs à la réserve marine ; la majeure partie de l’extension de la réserve naturelle protégée se situe dans cette zone. Dans cette zone, il est possible de réaliser, en plus des activités possibles dans les zones A et B, également des activités de pêche et de navigation . Les activités énumérées ci-dessus sont réglementées par le décret fondateur et le règlement provisoire.

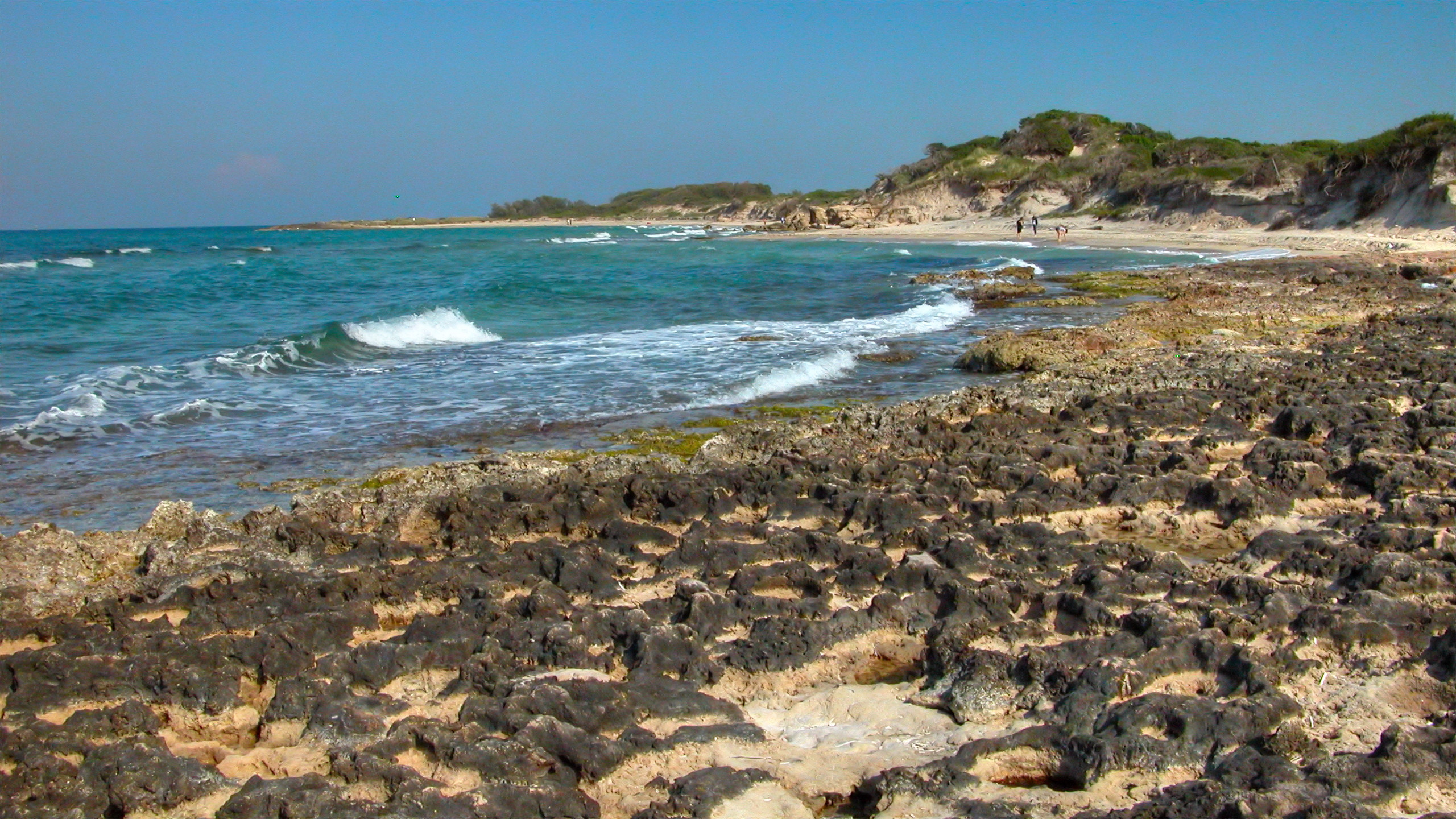
Littoral rocheux de la réserve marine.

Le tronçon de littoral qui délimite l’aire marine protégée se caractérise par un littoral très varié ; en particulier, sur le côté sud de la Torre di Guaceto, la côte est linéaire et consiste principalement en un escarpement argileux. Près de Torre Guaceto et sur quelques centaines de mètres de son côté nord, la côte est caractérisée par une petite falaise rocheuse aux contours irréguliers qui forment une série de petites criques. Dans le tronçon suivant, en continuant vers Punta Penna Grossa, la côte devient basse et sablonneuse.

## Flore

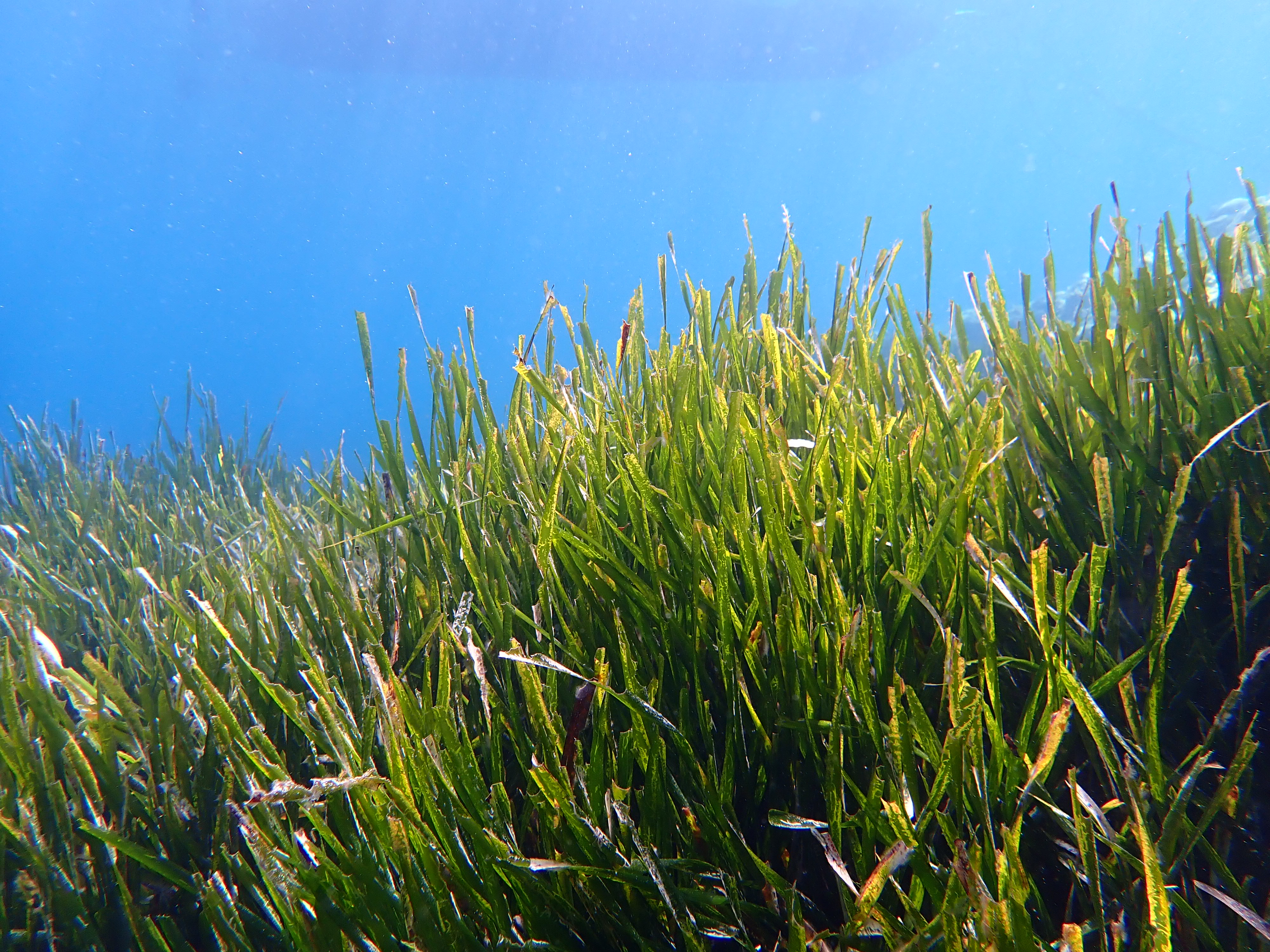
Herbier de posidonie océanique.

Dans la réserve naturelle protégée de Torre Guaceto, les prairies de Posidonia oceanica représentent l'un des habitats qui caractérisent le plus les fonds sableux de 3 à 25 m de profondeur, créant une série de microhabitats qui sont une source de nourriture et un refuge pour de nombreux organismes.
Sur les fonds marins rocheux, la présence d'algues du genre Cystoseira est importante, formant des emplacements denses. La laitue de mer (Ulva lactuca) et l'ombrelle de mer (Acetabularia acetabulum) sont également courantes. Parmi les algues brunes, la padine queue-de-paon (Padina pavonica) est très courante. Au-dessus de 25 m de profondeur, dans l'étage circalittoral, les algues rouges calcaires (Corallinaceae) prédominent.

## Faune

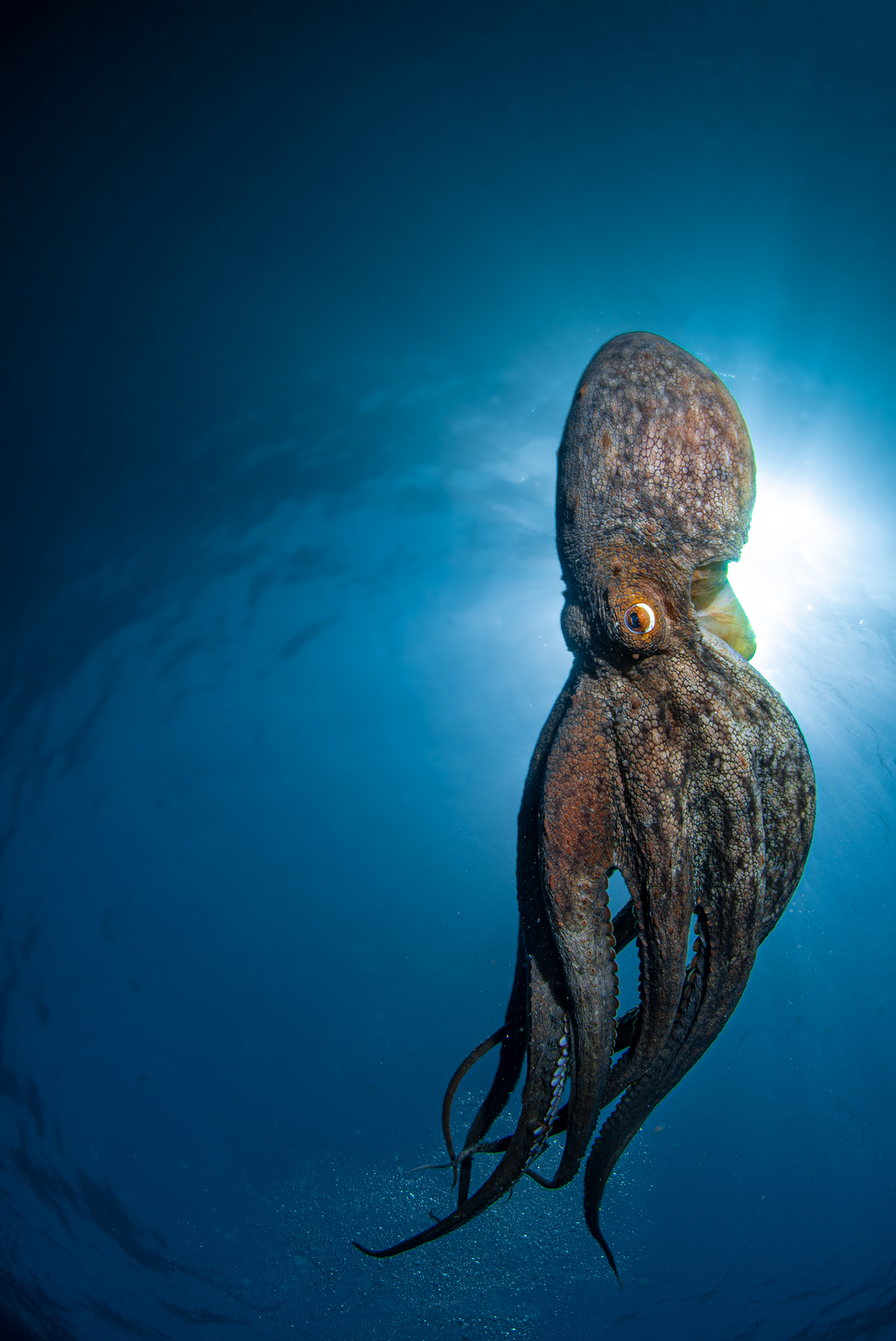
Une pieuvre dans la réserve.

L'estran est peuplé de mollusques monovalves du genre Patella et Actinia equina, qui exploitent des mécanismes sophistiqués de fermeture et d'ouverture synchronisés avec le rythme des marées.
Les éponges calcaires et les anémones de mer colonisent en grande quantité les fonds marins rocheux de l'étage infralittoral. Des organismes tels que les oursins (Arbacia lixula et Paracentrotus lividus) et les Asteriodea se déplacent également sur ce substrat. Les ravins rocheux offrent également une protection aux animaux qui préfèrent vivre dans des terriers, comme les pieuvres et les Serranus scriba. Les fonds marins sableux sont en revanche dominés par la biocénose de Posidonietum oceanicae (it) qui abrite de nombreuses espèces animales, dont la Pinna nobilis, un grand mollusque bivalve menacé d'extinction. Parmi les nectons, le Thalassoma pavo, l' Oblada melanura, le Diplodus et la rascasse rouge sont courantes.
Enfin, l'étage circalittoral est caractérisé par la présence des Alcyonacea à la forme typiquement arborescente, comme l'Eunicella cavolini (gorgone jaune) et l'Eunicella singularis (gorgone blanche). Très communs avec eux sont les bryozoaires du genre Reteporella grimaldii et le faux corail (Myriapora truncata, un organisme formé par un squelette de carbonate de calcium facilement émietté .

### Autres projets
- Aree naturali protette della Puglia (it)